# NGC 3276
NGC 3276 ist eine linsenförmige Galaxie vom Hubble-Typ S0 im Sternbild Luftpumpe am Südsternhimmel. Sie ist schätzungsweise 201 Millionen Lichtjahre von der Milchstraße entfernt.
Das Objekt wurde am 3. März 1835 vom britischen Astronomen John Herschel entdeckt.